# Weltenburger Straße
Die Weltenburger Straße ist eine Innerortsstraße im Stadtbezirk Bogenhausen (Nr. 13) von München.

## Verlauf
Die größtenteils im seit 1913 zu München gehörenden Stadtteil Zamdorf in etwa in Nord-Süd-Richtung verlaufende Weltenburger Straße setzt den Zug von der Cosimastraße über die Vollmannstraße nach Süden bis zur Bundesautobahn 94 in Richtung Passau fort und ist damit Teil der Verbindung vom Föhringer Ring aus nach Süden. Sie war zunächst Teil der geplanten, aber nicht realisierten und 1984 endgültig aufgegebenen Tangente T5 Ost des Münchner Tangentensystems. Die Straße kreuzt dabei den Grünzug des Denninger Angers.

## Namensgeber
Die Straße ist seit 1925 nach dem Kloster Weltenburg an der Donau benannt.

## Öffentlicher Verkehr
Durch die Weltenburger Straße fährt eine Expressbuslinie und es verkehren weitere Buslinien zur Haltestelle Cosimabad.

## Gebäude
An der Weltenburger Straße stehen keine denkmalgeschützten Gebäude.
Weltenburger Straße 6: ehemalige Kelterei Vollmann, 1937 vom Münchner Architekten Franz Ruf als Wohnhaus mit Fabrikationsanlagen für die Süßmostkelterei Vollmann errichtet, nachdem diese das Haus Donaustraße 88 (jetzt Schreberweg 4) wegen des geplanten Führergeländes verlassen musste.  Der Betrieb wurde bis 1964 fortgeführt, danach wurde das Gebäude von den Unternehmen Wacker Chemie und Togal-Werk zu Produktionszwecken und als Lager genutzt. Später zog die Bäckerei Backspielhaus ein und eröffnete neben der Betriebsstätte ein Café.
An der Ecke Denninger Straße/Weltenburger Straße stand das 1893 zur Erhebung des Pflasterzolls errichtete Münchner Pflasterzollhaus VI (zunächst Zamdorf Nr. 15, später Denninger Straße 162) nach Plan von Hans Grässel, das bis 1964 bewohnt war und anschließend abgebrochen wurde.

## Brunnen
- Stelenbrunnen Weltenburger Straße 4[8]

## Sportanlagen

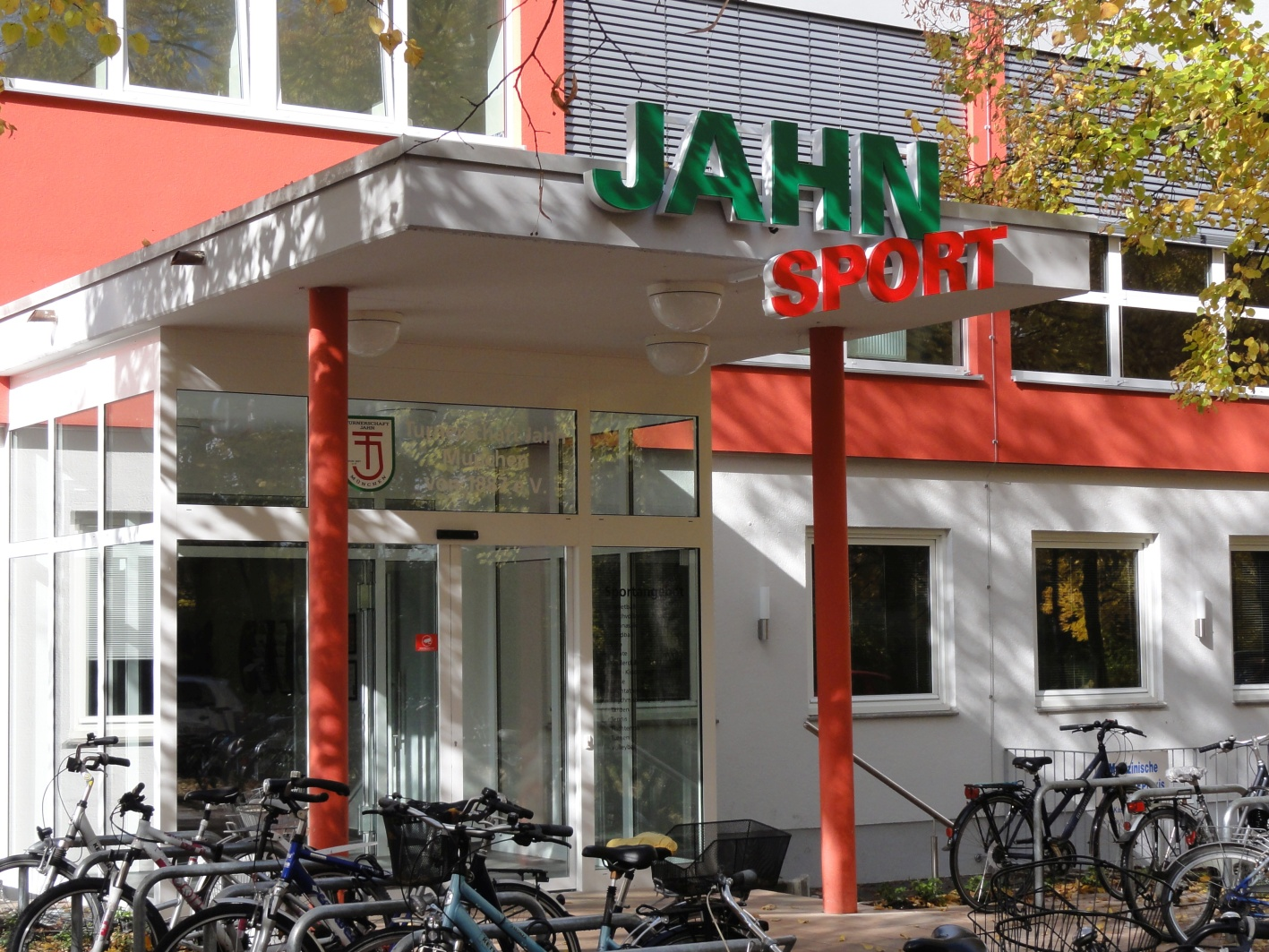
Haupteingang zum TS Jahn München (Zustand 2013)

- Nr. 53: Gebäude und Sportgelände des TS Jahn München